# George D. Zamka
Georges David Zamka (né le 29 juin 1962) est un astronaute américain.

## Activités de spationaute
Il participe à la mission internationale STS-120, baptisée Esperia par l'Agence spatiale européenne, sur la navette américaine Discovery, mission qui a débuté le 23 octobre 2007 (17h38, heure française) à destination de l'ISS. Il participe également comme commandant pour la mission STS-130 de la navette spatiale Endeavour qui sera lancée le 8 février 2010 à destination de l'ISS.

## Honneur
L'astéroïde (119890) Zamka a été nommé en son honneur le 27 janvier 2021, dans la Minor Planet Circular no 128944.